# Ostrów (gmina Grabica)
Ostrów – wieś w Polsce, położona w województwie łódzkim, w powiecie piotrkowskim, w gminie Grabica.
W latach 1975–1998 miejscowość należała administracyjnie do województwa piotrkowskiego.
Miejscowość o charakterze rolniczym. Położona nad rzeką Grabią w jej początkowym biegu.
We wsi znajdują już nieużytkowane żwirowiska we wzgórzach charakteru morenowego (tzw. Olkowe Góry). W skład wsi wchodzi folwark, wraz z zabudowaniami dworskimi i dawnymi czworakami.

## Część wsi
| SIMC    | Nazwa            | Rodzaj    |
| ------- | ---------------- | --------- |
| 0540699 | Bolesławów       | część wsi |
| 0540707 | Karolew          | część wsi |
| 0540713 | Ostrów-Cegielnia | część wsi |
| 0540720 | Resztówka        | część wsi |

## Zabytki
Według rejestru zabytków Narodowego Instytutu Dziedzictwa na listę zabytków wpisany jest obiekt:
- park dworski, nr rej.: 368 z 3.07.1986 i z 30.12.1994